# Astragalus henrimontanensis
Astragalus henrimontanensis är en ärtväxtart som beskrevs av Stanley Larson Welsh. Astragalus henrimontanensis ingår i släktet vedlar, och familjen ärtväxter. Inga underarter finns listade i Catalogue of Life.